# Maya Goren
Pour les articles homonymes, voir Goren.
Maya Goren, née en 1967 en Israël et morte en 2023 à Gaza, est une enseignante de maternelle israélienne,  membre du Kibboutz Nir Oz, kidnappée par le Hamas et emmenée à Gaza durant le massacre de Nir Oz le 7 octobre 2023. Sa mort est confirmée le 2 décembre 2023.  

## Biographie
Maya Goren est née en 1967,. Elle est originaire de Ramat Gan.
La mère et le frère de Maya Goren vivent dans le centre d'Israël. 
Maya Goren épouse Avner Goren, né en 1967 au Kibboutz Nir Oz, où il grandit. Les parents d'Avner Goren ont fondé le kibboutz. 
Elle enseigne à l'école maternelle du Kibboutz Nir Oz.
Maya Goren et Avner Goren  ont quatre enfants: une fille, Dekel Goren (18 ans), et trois garçons: Gal Goren (21 ans), Bar Goren (23 ans) et Assif Goren (25 ans). Deux de leurs enfants (Asif et Gal) ne sont pas au kibboutz lors de l'attaque et les deux autres (Dekel et Gal) vivent dans des logements pour adolescents du kibboutz, endroit que les terroristes n’ont pas atteint,.

### Kidnappée par Hamas
Tôt, le 7 octobre 2023, Maya Goren est au jardin d'enfants du kibboutz, lorsque les terroristes du Hamas attaquent la communauté. Elle est kidnappée et emmenée à Gaza, alors que son époux, Avner Goren, est tué dans leur maison par les terroristes.
Selon Dekel Goren, le matin de l’attaque, son père, Avner Goren l’appele et lui dit de se réfugier dans la pièce sécurisée, le kibboutz étantt attaqué. Son père lui dit que des terroristes sont entrés chez lui. Il tente d'empêcher les envahisseurs d'accéder à la pièce sécurisée où il s'est réfugié. Après cela, elle n'a plus de nouvelles de lui.
Plus tôt, Dekel Goren parle avec sa mère, Maya Goren, qui lui dit qu'elle se cache sous une table alors que des terroristes sont entrés dans le bâtiment de l'école maternelle. C'est sa dernière conversation avec sa mère.
Le téléphone de Maya Goren est localisé à Gaza de même que celui d'Avner Goren.
Pendant les dix premiers jours qui suivent l'attaque, la famille Goren pense qu'Avner Goren a également été enlevé. Les funérailles d'Avner Goren ont lieu dans un kibboutz voisin et il est enterré à Nir Oz, où selon sa famille il appartient.
Le chien de la famille, Scar, a aussi été tué.
Les quatre enfants Goren sont évacués vers Eilat, avec le reste des membres survivants de Nir Oz.

### Mort
Le 1er décembre 2023, l'armée israélienne confirme la mort de Maya Goren, mais ne fournit aucun détail sur la date ou les circonstances.
Tsahal récupère le corps de Maya Goren, lors d'une mission de sauvetage militaire à Khan Younès, le 24 juillet 2024. Quatre corps de soldats sont aussi récupérés, ceux d'Oren Goldin, Tomer Ahimas, Ravid Aryeh Katz  et  
Kiril Brodski.